# Morris J. Karpas
Morris Jacob Karpas (ur. 25 marca 1879 w Petersburgu, zm. 4 lipca 1918 w Savenay) – amerykański lekarz psychiatra i psychoanalityk rosyjskiego pochodzenia.
W wieku 13 lat razem z rodziną emigrował do Stanów Zjednoczonych. Ukończył Long Island Medical College w 1904. Był jednym z członków założycieli New York Psychoanalytic Society w 1911 roku.